# Station Montgeron - Crosne
Station Montgeron - Crosne is een spoorwegstation aan de spoorlijn Paris-Lyon - Marseille-Saint-Charles. Het ligt in de Franse gemeente Montgeron in het departement Essonne (Île-de-France).

## Ligging
Het station ligt op kilometerpunt 17,450 van de spoorlijn Paris-Lyon - Marseille-Saint-Charles.

## Diensten
Het station wordt aangedaan door verschillende treinen van de RER D:
- Tussen Creil/Orry-la-Ville - Coye en Melun
- Tussen Paris Gare de Lyon en Melun

## Vorige en volgende stations
| Richting                         | Vorig station            | Lijn  | Volgend station | Richting |
| -------------------------------- | ------------------------ | ----- | --------------- | -------- |
| Creil D3 Orry-la-Ville - Coye D1 | Villeneuve-Saint-Georges | RER D | Yerres          | Melun D2 |
| Paris Gare de Lyon               | Paris Gare de Lyon       | RER D | Yerres          | Melun D2 |